# Boyd Rankin
William Boyd Rankin (nacido el 5 de julio de 1984) es un exjugador de críquet irlandés.

## Carrera internacional
En agosto de 2008, Rankin hizo su primera aparición con Irlanda desde la Copa del Mundo de 2007. El 21 de mayo de 2021, Rankin anunció su retiro del cricket internacional e interprovincial.